# Castelo de São João do Arade
O Castelo de São João do Arade, igualmente conhecido como Castelo de Ferragudo, Forte de São João do Arade, Forte de São João Baptista ou Castelo do Arade, é um monumento militar, situado junto à vila de Ferragudo, no município de Lagoa, na região do Algarve, em Portugal. Foi classificado como Imóvel de Interesse Público em 1974. Serviu originalmente para defender a barra do Rio Arade, e controlar o movimento das embarcações.

## Descrição

### Localização e composição
A fortaleza está situada no alto de um outeiro junto à foz do Rio Arade, sendo utilizada para defender o estuário daquele rio, em conjunto com o Forte de Santa Catarina.
A sua estrutura apresenta uma forma sensivelmente trapezoidal, destacando-se pela sua grande verticalidade, de forma a garantir o controlo e a defesa de uma área mais ampla, possuindo uma silhueta que seria visível desde grandes distâncias. É considerado uma fortificação abaluartada, sendo composta por uma torre de menagem com vários corpos anexos, de alturas diferentes, formando patamares que provavelmente serviriam para acolher baterias. Uma das dependências está virada para o oceano, possuindo guarita e várias janelas de perfil quebrado.
Foi alvo de obras para a conversão numa residência de férias, tendo recebido uma aparência semelhante à de um castelo romântico.

### Conservação
O castelo foi classificado como Imóvel de Interesse Público.

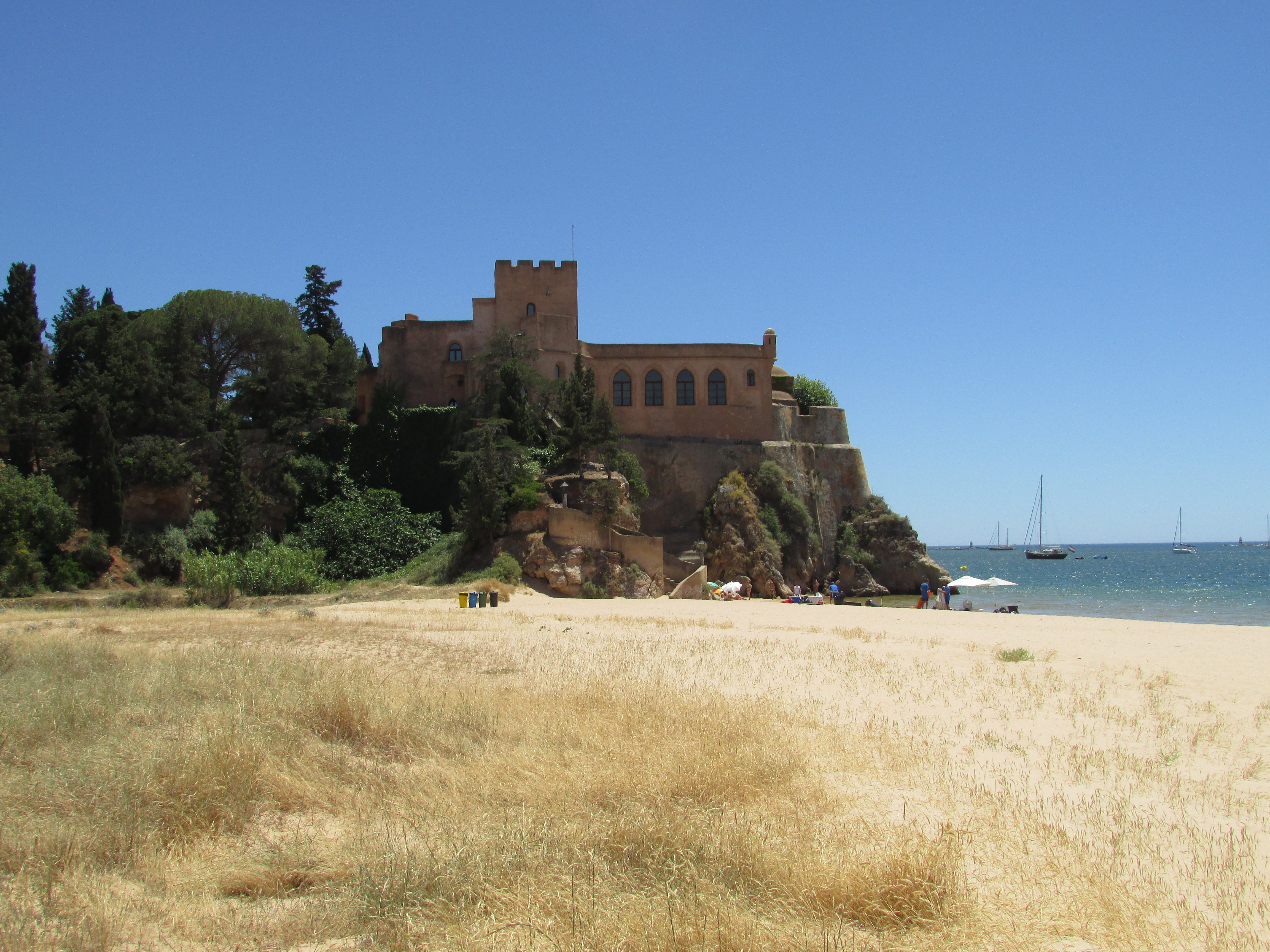
Forte de São João do Arade, visto a partir da Praia da Angrinha, em 2016.

## História
A área onde se ergue o castelo foi habitada pelo menos desde a época romana, devido à presença de tanques de salga nas suas proximidades. No século XV, foi construída uma torre de vigia no local aproximado do castelo.
Nos princípios do século XVII, quando o território português estava sob o domínio Filipino, o governo iniciou um programa para a construção de várias fortalezas ao longo da costa, de forma a defendê-la dos ataques dos piratas e corsários. Neste sentido, foi planeada a instalação de uma fortaleza na foz do Rio Arade, embora inicialmente não se tenha chegado a acordo sobre em que lado da foz é que deveria ser construída. O engenheiro militar italiano Alexandre Massai argumentou a favor da margem esquerda, onde se poderia fazer uma melhor defesa de Vila Nova de Portimão, pelo que foi deste lado que foi construída a fortaleza.

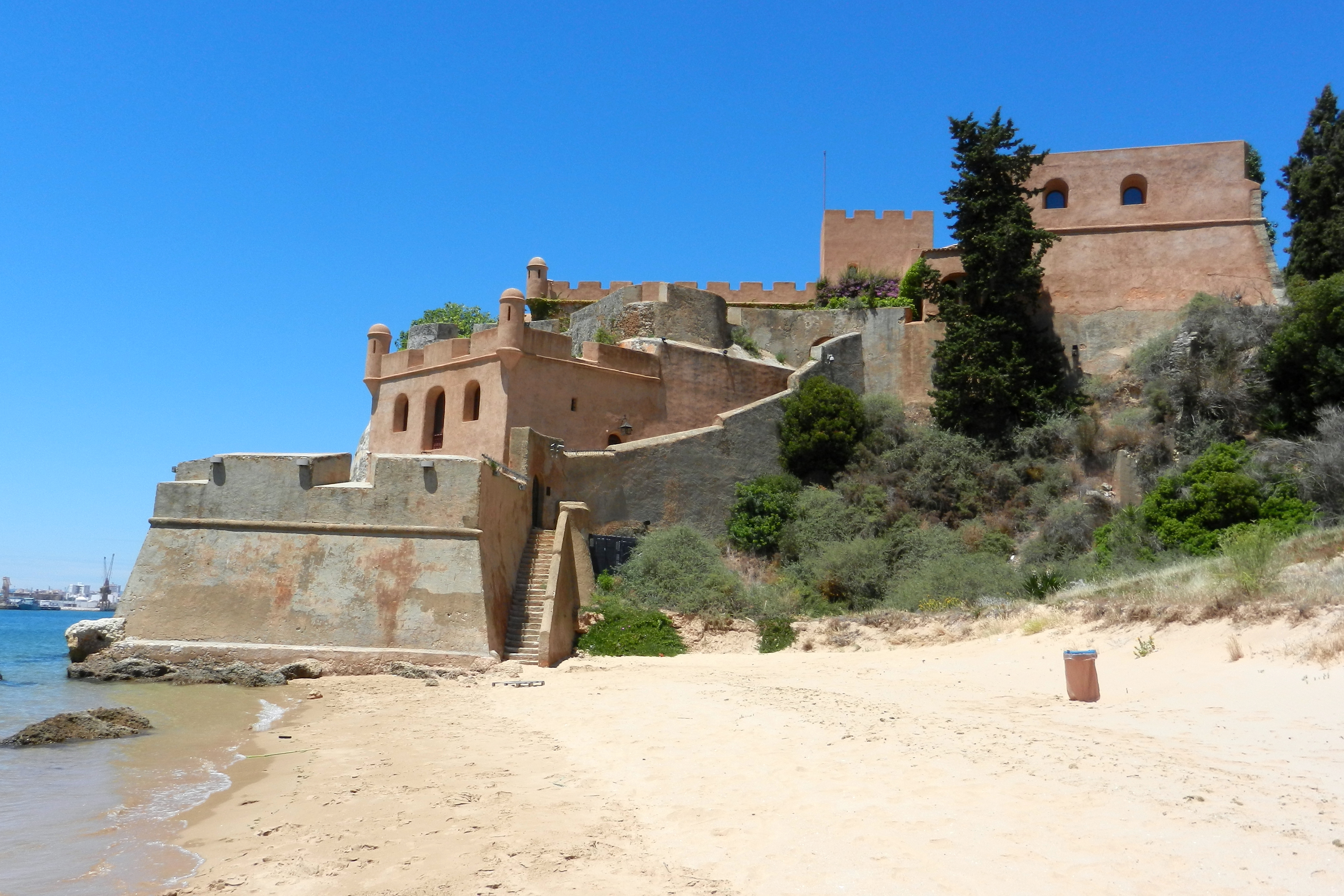
Castelo de São João do Arade, visto a partir da Praia Grande, em 2012.

Assim, foi só após a restauração da independência, em 1640, que se começou a planear a construção do castelo na margem direita, como forma de proteger o litoral contra ataques espanhóis. As obras decorreram entre 1643 e 1644, no local da antiga torre de vigia, conhecida como Castelo de Ferragudo, que já não era considerada eficaz do ponto de vista estratégico. Logo em 2 de Maio de 1646, O rei D. João IV nomeou Francisco da Costa Barros como capitão do castelo, o que prova que seria já de grande importância, como parte das defesas costeiras do Barlavento algarvio. Com efeito, servia não só para proteger mas também para controlar a foz do Arade, sendo ponto de registo aduaneiro para os navios que navegavam pelo rio até à cidade de Silves. Em 1654, o castelo foi alvo de um processo de reequipamento.
Apesar da sua importância, o edifício foi sendo progressivamente abandonado, estando já arruinado em 1669. No entanto, o castelo ainda foi alvo de obras de ampliação no século XVIII, tendo sido pouco atingido pelo Sismo de 1755, devido ao terreno em que se implanta, em rocha maciça.

### Século XIX
Em 1821 ainda estavam a funcionar duas baterias na parte mais elevada do castelo, ambas com canhoneiras. Em 1861 estava novamente em ruínas, e em 1892 foi arrendada ao escritor e diplomata Joaquim José Coelho de Carvalho, cuja família comprou o edifício em 1896.

### Século XX
Joaquim de Carvalho fez obras nos princípios do século XX, que lhe deram uma aparência de castelo romântico. Algum tempo depois, passou a ser propriedade do político Francisco Vieira Machado.
O monumento não foi alvo de obras muito profundas no século XX, pelo que se manteve, de forma geral, na mesma forma desde os finais de oitocentos. As alterações que foram feitas no seu interior serviram principalmente para a transformar numa residência de férias, embora grande parte do edifício tenha permanecido num estado de abandono. Em 1976, a Junta de Freguesia de Ferragudo pediu que lhe fosse cedido o forte, de forma a proceder à instalação de um centro cultural no seu interior.

### Século XXI
Em Junho de 2010, a princesa Letícia da Espanha e as suas duas filhas estiveram no Castelo de São João de Arade, a convite do proprietário, a família Pereira Coutinho.

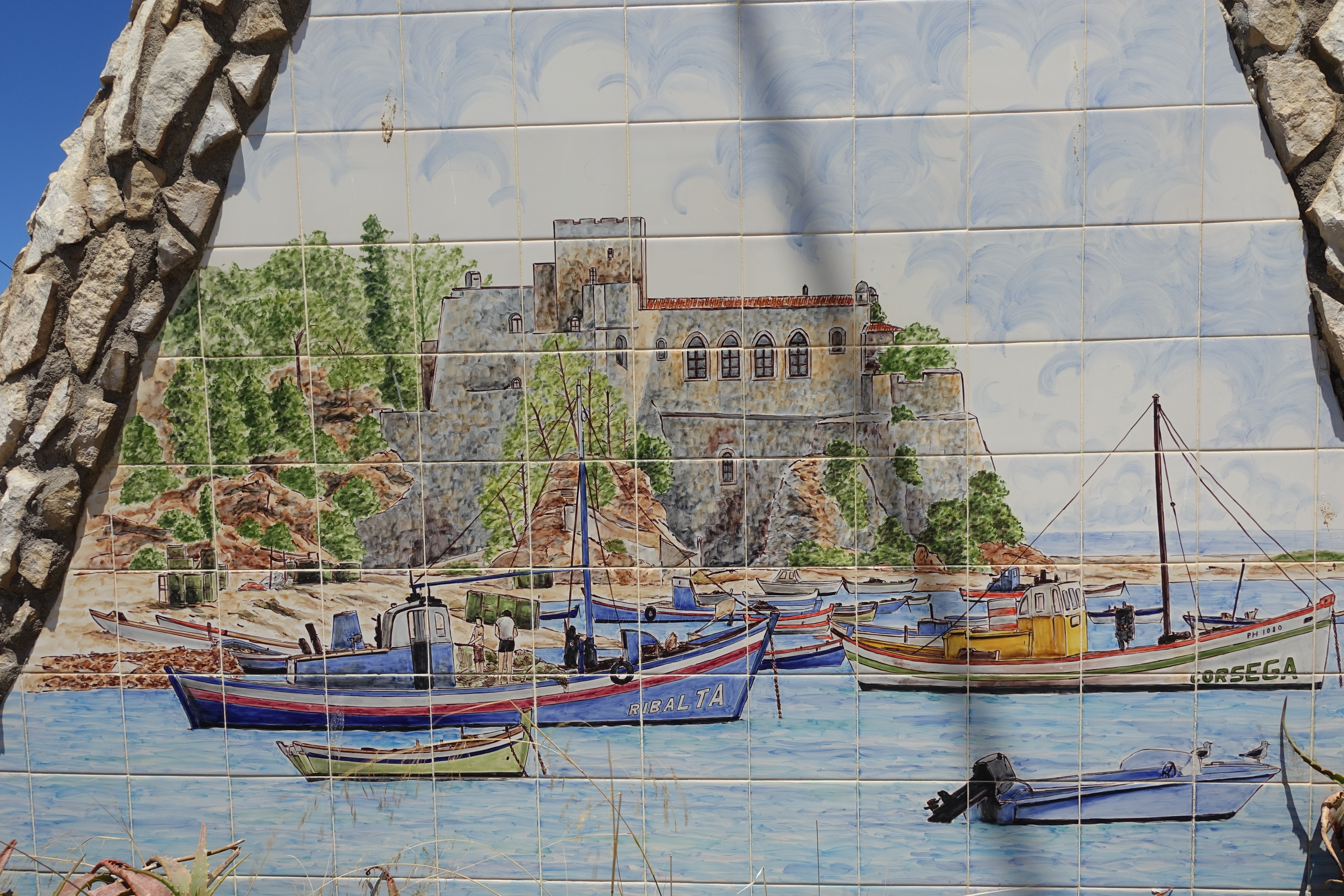
Castelo de São João do Arade, representado num painel de azulejos em Ferragudo.

## Leitura recomendada
- ALMEIDA, João de (1947). Roteiro dos Monumentos Militares Portugueses Distritos de Portalegre, Évora, Beja e Faro. Col: Ao Serviço do Império. Volume 3. Lisboa: (Edição de Autor)
- COUTINHO, Valdemar (1999). As fortalezas da costa algarvia durante o período das economias-mundo centradas em Amsterdão e Londres. O Algarve da Antiguidade aos nossos dias. Lisboa: Algarve em Foco Editora. 200 páginas
- GOMES, Mário Varela; CARDOSO, João Luis Serrão da C.; ALVES, Francisco José Soares (1995). Levantamento arqueológico do Algarve: Concelho de Lagoa. Lagoa: Câmara Municipal de Lagoa
- GUEDES, L. da C. (1988). «Aspectos do reino do Algarve nos séculos XVI e XVII. A "Descrição" de Alexandre Massai (1621)». Arquivo Histórico Militar. Lisboa. p. 269
- GUERREIRO, M. V.; MAGALHÃES, J. R. (1983). «Duas descrições do Algarve do século XVI». Cadernos da Revista de História Económica e Social (3). Lisboa. p. 182
- LOPES, João Baptista da Silva (1841). Corografia ou memoria economica, estadistica, e topografica do reino do Algarve. Lisboa: [s.n.]
- MAGALHÃES, Natércia (2008). Algarve: Castelos, Cercas e Fortalezas. Faro: Letras Várias, Edições e Arte. 301 páginas. ISBN 978-989-95974-0-2